# Marco Enríquez-Ominami
Marco Antonio Enríquez-Ominami Gumucio, född 12 juni 1973 i Concepción, är en chilensk filmproducent och politiker. Hans far var Miguel Enríquez, ledare för Movimiento de Izquierda Revolucionaria (MIR) som mördades 1974 under det första året under Augusto Pinochets diktatur. Han adopterades efter sin fars död av senatorn Carlos Ominami, då denne gifte sig med hans mor. Enríquez-Ominami har rötter i Tyskland och Skottland på faderns sida, och Bolivia och Baskien på moderns sida.
Enríquez-Ominami var oberoende kandidat i presidentvalet i Chile 2009. Han lämnade Partido Socialista de Chile (PS) i juni 2009 och hans kandidatur stöddes av Partido Ecologista (Miljöpartiet) och Partido Humanista (Humanistpartiet).